# 沈知白
沈知白（1904年3月18日—1968年9月15日），原名登瀛，又名君闻、敦行，男，浙江吴兴人，中国音乐学家，上海音乐学院教授，中国音乐家协会理事。曾就读于育才公学，著有《中国音乐史》、《西洋音乐流传中国考略》、《中国音乐、诗歌和声》等。
文化大革命中，沈知白受到迫害，在家中服安眠药自杀。